# Estland op het Eurovisiesongfestival 2009
Estland nam deel aan het Eurovisiesongfestival 2009 in Moskou. Het land nam voor de vijftiende keer deel aan het liedjesfestijn, nadat vele pogingen van boycot van het Songfestival waren mislukt. De oude selectieprocedure Eurolaul werd vervangen door een nieuwe: Eesti Laul. De groep Urban Symphony won en mocht Estland vertegenwoordigen. Ze werden uiteindelijk zesde, de beste Estse prestatie in jaren en de eerste keer dat Estland zich kwalificeerde voor de finale, sinds de invoering van de halve finales.

## Selectieprocedure
De Estse omroep ERR koos dit jaar voor een nieuwe selectie methode: Eesti Laul, dat het voormalige Eurolaul verving. Geïnteresseerden konden een liedje insturen voor 8 december 2008. Een panel van juryleden koos uit de 110 ingezonden bijdragen 10 liedjes die drie dagen na de deadline van insturen bekend werden gemaakt. Voor het eerst in de geschiedenis wisten de juryleden de namen van de liedjes, artiesten en componisten terwijl ze de bijdragen selecteerden.
Onder de tien geselecteerde liedjes zaten onder andere Laura Põldvere, die met Suntribe op het Eurovisiesongfestival 2005 Estland vertegenwoordigde en Lowry die ooit deel uitmaakte van de Estse groep 2XL, die samen met Dave Benton en Tanel Padar het Eurovisiesongfestival 2001 in Kopenhagen won.

## Eesti Laul
De finale van Eesti Laul vond plaats op 7 maart 2009 en werd gepresenteerd door Henry en Robert Kõrvits. De finale verliep in twee delen, tijdens het eerste deel werden er de tien liedjes allemaal gezongen en vervolgens werd er gestemd door de jury en de mensen thuis wie de twee besten zijn en die twee gingen vervolgens door naar de Superfinale.
Finale
| Volgorde | Artiest                   | Lied                  | Jury | Televote | Totaal | Plaats |
| -------- | ------------------------- | --------------------- | ---- | -------- | ------ | ------ |
| 1        | Lowry                     | You Ain't What I Need | 6    | 8        | 14     | 4      |
| 2        | Janne Saar                | I Am Too Good For You | 8    | 4        | 12     | 5      |
| 3        | StereoChemistry           | Öõstiti kõndides      | 2    | 1        | 3      | 10     |
| 4        | Urban Symphony            | Rändajad              | 9    | 10       | 19     | 1      |
| 5        | Chalise & Maagiline kuues | Nelikümmend           | 3    | 5        | 8      | 7      |
| 6        | Köök & Kaire Vilgats      | Üürnik                | 4    | 2        | 6      | 9      |
| 7        | Rolf Junior               | Freedom               | 1    | 6        | 7      | 8      |
| 8        | Traffic                   | See paëv              | 9    | 7        | 16     | 2      |
| 9        | Ithaka Maria              | One Last Dance        | 7    | 3        | 10     | 6      |
| 10       | Laura                     | Destiny               | 5    | 10       | 15     | 3      |

Superfinale
| Volgorde | Artiest        | Lied     | Televote | Plaats |
| -------- | -------------- | -------- | -------- | ------ |
| 1        | Urban Symphony | Rändajad | 82%      | 1      |
| 2        | Traffic        | See paëv | 18%      | 2      |

## In Moskou
Urban Symphony trad aan tijdens de twee halve finale van het Eurovisiesongfestival 2009 in Moskou, op 14 mei 2009. Ze traden op als 17de na Oekraïne met Svetlana Loboda en voor de Toppers, die voor Nederland deelnamen. Tijdens de bekendmaking van de finalisten, kwamen ze uit de envelop en werden ze de eerste Estische act die zich plaatste voor de finale van het Eurovisiesongfestival sinds de invoering van de halve finale in 2004. Uiteindelijk bleek Estland zelfs derde te zijn geworden in de finale met 115 punten, na Azerbeidzjan en Noorwegen.
Tijdens de finale op 17 mei 2009 trad Urban Symphony als vijftiende op, na Malta met Chiara en voor Denemarken met Brinck. Tijdens het stemmen kreeg Estland van twee landen twaalf punten (Finland en Slowakije) en eindigde het uiteindelijk op een zesde plaats; de hoogste notering voor een liedje niet gezongen in het Engels.
1994 · 1995 · 1996 · 1997 · 1998 · 1999 · 2000 · 2001 · 2002 · 2003 · 2004 · 2005 · 2006 · 2007 · 2008 · 2009 · 2010 · 2011 · 2012 · 2013 · 2014 · 2015 · 2016 · 2017 · 2018 · 2019 · 2020 · 2021 · 2022 · 2023 · 2024 · 2025